# Place Jacqueline-François
La place Jacqueline-François est une voie située dans le 17e arrondissement de Paris, en France.

## Situation et accès
Elle se situe à l'intersection de l'avenue de Wagram, de la rue Poncelet et de la rue Rennequin.

## Origine du nom
La voie porte le nom de Jacqueline François (1922-2009), chanteuse française.

## Historique
A la suite d 'un vote en Conseil d'arrondissement du 17e en mai 2021 puis en Conseil de Paris, cette place a été officiellement inaugurée en avril 2022.